# Castelo de Mackworth
O Castelo de Mackworth foi uma estrutura dos séculos XIV ou XV localizada em Derbyshire, na extremidade superior da vila de Mackworth, perto de Derby. Residência da família Mackworth durante vários séculos, em determinado momento, foi reduzido às ruínas de uma portaria que sugeria um grande castelo. Um estudo de 1911 sugeriu que, embora a portaria se assemelhasse a um castelo, o resto da estrutura poderia ter sido mais modesto. Os vestígios fazem parte de um Monumento Antigo Classificado.

## História
A data de construção do castelo é incerta; foram apresentadas datas que variam do início do século XIV ao final do século XV. O primeiro Mackworth, Henry du Mackworth, aparece nos registos fiscais de 1254, e a linhagem Mackworth pode ser seguida desde o início do século XV. O Castelo de Mackworth permaneceu na família até 1655 ou 1656, quando foi vendido por Sir Thomas Mackworth, 3.º Baronete, que se tinha mudado para Normanton, em Rutland, a Sir John Curzon, 1.º Baronete.
A lenda local diz que o castelo foi destruído durante a Guerra Civil Parlamentar por uma peça de artilharia numa colina próxima. No entanto, o Reverendo Charles Kerry, da Sociedade Arqueológica de Derbyshire, questiona se o castelo já tinha começado a declinar antes da sua compra por Curzon, observando que: "Se o Castelo de Mackworth tivesse sido um local adequado para receber a Rainha da Escócia, Sir Ralph Sadler não o teria ignorado quando se dirigia para Tutbury com a sua custodiada".
Sadler optou por alojar Maria da Escócia, uma decisão que irritou a Rainha Isabel. Em 5 de fevereiro de 1584, ele escreveu em sua defesa, explicando que não o teria feito se houvesse casas adequadas perto daquela cidade para alojar a sua custodiada.
Principalmente, o que resta do edifício é a sua portaria, uma estrutura quadrada e com ameias pesadas que poderia ser considerada um edifício independente. Segundo o livro English Castles: A Guide by Counties, a portaria foi uma adição da época Tudor; Kerry data-a um pouco antes de 1500. A partir dos espaços retangulares a oeste da portaria, que outrora formaram pátios, pode-se ter uma ideia da disposição do resto do edifício. A portaria em ruínas é um edifício classificado como Grau I.
De acordo com Anthony Emery em Greater Medieval Houses of England and Wales, 1300-1500: East Anglia, Central England and Wales, a estrutura pode nunca ter sido muito grandiosa. Ele relata que um estudo de 1911 sugeriu que as paredes que rodeavam esses espaços eram provavelmente "com estrutura de madeira sobre paredes baixas de entulho", semelhantes à casa do século XIV da família Tuchet, para quem os Mackworths serviam como mordomos. Emery escreve que "a portaria não era mais do que uma estrutura de exibição, um exemplo muito precoce daquele anseio por um mundo de cavalaria e romance que já havia passado".

### Referência a Hollywood
O Castelo de Mackworth é o cenário de eventos que ocorrem no filme de 1954, The Black Shield of Falworth, protagonizado por Tony Curtis, que por sua vez é baseado no romance histórico do século XIX, Men of Iron, do autor americano Howard Pyle.